# Ivan Kelava
Ivan Kelava (* 20. Februar 1988 in Zagreb, SFR Jugoslawien) ist ein ehemaliger kroatischer Fußballspieler auf der Position eines Torwarts.

## Spielerlaufbahn

### Verein
Ivan Kelava begann seine Fußballkarriere beim kroatischen Spitzenklub Dinamo Zagreb. Mit 18 Jahren rückte er in den Profikader von Dinamo. In seiner ersten Profisaison kam er lediglich auf einen Einsatz. In der folgenden Saison kam Kelava siebenmal zum Einsatz.
Zu Beginn der Saison 2008/09 erlitt der bisherige Stammkeeper Georg Koch ein Gehörtrauma. Kelava stritt sich von nun an mit dem erfahrenen Tomislav Butina um den Platz im Tor. Aufgrund von kleineren Verletzungen Butinas kam Kelava zu insgesamt zehn Einsätzen in der kroatischen Liga. In der 2. Runde der Qualifikation zur Champions League gegen NK Domžale machte er sein erstes Spiel auf internationaler Bühne und stand in der folgenden Runde auch beim Ausscheiden gegen Schachtar Donezk auf dem Feld. Es folgten drei weitere Einsätze im UEFA-Cup.
Zur Saison 2009/10 wurde Kelava zu Lokomotiva Zagreb ausgeliehen, um mehr Spielpraxis sammeln zu können. Beim Lokalrivalen Dinamos entwickelte er sich zum Stammtorhüter und zeigte starke Leistungen. Bis Ende August 2010 blieb er bei Lokomotiva. Im September kehrte Kelava zu Dinamo Zagreb zurück und wurde die Nummer eins im Tor. Er bestritt alle Ligaspiele. Auch in den sechs Einsätzen in der Europa League spielte Dinamo mit Kelava dreimal zu null, was aber das Ausscheiden in der Gruppenphase nicht verhindern konnte.
Auch in den folgenden Spielzeiten stand Kelava als Nummer eins im Tor von Dinamo.
Im Sommer 2013 stand sein Wechsel zum FC Granada eigentlich schon fest. Die Verantwortlichen beider Vereine hatten grundsätzlich bereits eine Einigung erzielt. Auch der Spieler ging davon aus, dass er zu Granada wechseln würde. Der Wechsel platzte jedoch aus unbekannten Gründen. Einige Tage später gab der italienische Erstligist, Udinese Calcio, die Verpflichtung von Kelava bekannt. Dort ersetzte er sogleich die eigentliche Nummer eins, Željko Brkić, der aufgrund einer Verletzung mehrere Monate ausfiel.

### Nationalmannschaft
Für kroatische Junioren-Nationalteams bestreitet Ivan Kelava seit 2004 regelmäßig Spiele. 2006/07 absolvierte er gegen Österreich und Griechenland seine beiden ersten Partien für die kroatische U-19-Auswahl. Am 11. Februar 2009 lief er beim 2:1 im Freundschaftsspiel gegen Mazedonien zum ersten Mal für die U-21 auf. Im weiteren Jahresverlauf wurde Kelava die Nummer eins und absolvierte alle Qualifikationsspiele für die U-21-Europameisterschaft. Insgesamt kam er 2009/10 so auf neun Einsätze für die kroatische U-21. Im Oktober 2010 verpasste er im Play-off mit seinem Heimatland gegen Spanien (1:2; 0:3) die Teilnahme an der Endrunde der Euro 2011. Kelava stand im Kader der kroatischen Fußballnationalmannschaft für die Fußball-Europameisterschaft 2012.

## Erfolge
- Kroatische Meisterschaft: 2007, 2008, 2009, 2011, 2012, 2013
- Kroatischer Pokal: 2007, 2008, 2011, 2012